# Лукьянов, Всеволод Константинович

Всеволод Константинович Лукьянов (23 августа 1914, Саратов — 1994, Омск) — советский театральный актёр, народный артист РСФСР.

## Биография
Родился 23 августа 1914 года в Саратове, в семье служащих.
В 1936 году окончил Саратовский театральный техникум (курс И. А. Слонова), после которого играл в Саратовском драматическом театре, затем в Саратовском ТЮЗе.
Участвовал в Великой Отечественной войне с 1941 по 1945 год. Учился в танковом училище, но не закончив, был направлен на оборону Москвы. Служил миномётчиком, начальником клуба стрелковой дивизии. Прошёл от Москвы до Восточной Пруссии, затем воевал в Маньчжурии, где закончил войну.
В 1946 году вернулся в Саратовский ТЮЗ, играл бытовые, героико-романтические, острохарактерные роли. В 1948—1963 годах был ведущим актёром Заполярного краевого драматического театра в Норильске, где сыграл свои главные роли — Присыпкина, Егора Булычёва, Ленина. Всего сыграл в театре более ста ролей.
В 1963—1965 и 1978—1991 годах был актёром Омского театра драмы. Вёл радиопередачу "Ты помнишь, товарищ… ". В перерыве выступал в театрах Астрахани, Москвы, Калуги, Красноярска.
Умер в 1994 году. Похоронен на Старо-Северном кладбище.

## Семья
- Жена — актриса Александра Платонова.

## Награды и премии
- Медаль «За отвагу», всего 8 боевых наград.
- Заслуженный артист РСФСР (1956).
- Народный артист РСФСР (1971).
- «Почётный гражданин города Норильска» (04.04.1975)[2][3].

## Работы в театре

### Саратовский ТЮЗ
- 1946 — «Старые друзья» Л. А. Малюгина — Лёша Субботин
- 1946 — «Снежная королева» Е. Л. Шварца — Сказочник
- 1947 — «Молодая гвардия» по А. А. Фадееву (инсценировка Н. Охлопкова) — Олег Кошевой
- 1947 — «В начале мая» В. А. Любимовой — Алексей Андреевич

### Норильский Заполярный театр драмы
- «Аленький цветочек»
- «Платон Кречет» Корнейчука — Платон Кречет
- «Русский вопрос» Симонова — Гарри Смит
- «Крепость на Волге» Кремлёва — Киров
- «Укрощение строптивой» У. Шекспира — Петруччио
- «Егор Булычёв» М. Горького — Егор Булычёв
- «Клоп» В. Маяковского — Присыпкин

### Омский театр драмы
- «Палата» С. Алёшина — Новиков
- «Совесть» Д. Павловой — Сартаков
- «Третья, патетическая» Н. Погодина — Ленин
- «Ермак» омского драматурга Бударина — Ермак
- «Мещане» М. Горького — Бессемёнов
- «Мои Надежды» М. Шатрова — Дед Гордей
- «Любовь и голуби» В. Гуркина — дядя Митя
- «Ретро» А. Галина — Старик Чмутин
- «Деньги для Марии» В. Распутина — Председатель
- «Тревога» Н. Анкилова — Григорий Пантелеевич Огородов, майор в отставке
- «Солёная Падь» С. Залыгина — Власихин
- «Смотрите, кто пришёл» В. Арро — Табунов
- «Уходил старик от старухи» А. Злотникова — Порогин
- «Царская охота» Л. Зорина — Ломбарди